# Arthrocnodax vitis
Arthrocnodax vitis är en tvåvingeart som beskrevs av Rubsaamen 1895. Arthrocnodax vitis ingår i släktet Arthrocnodax och familjen gallmyggor.
Artens utbredningsområde är Tyskland. Inga underarter finns listade i Catalogue of Life.